# Kościół Świętej Trójcy w Sokołówce

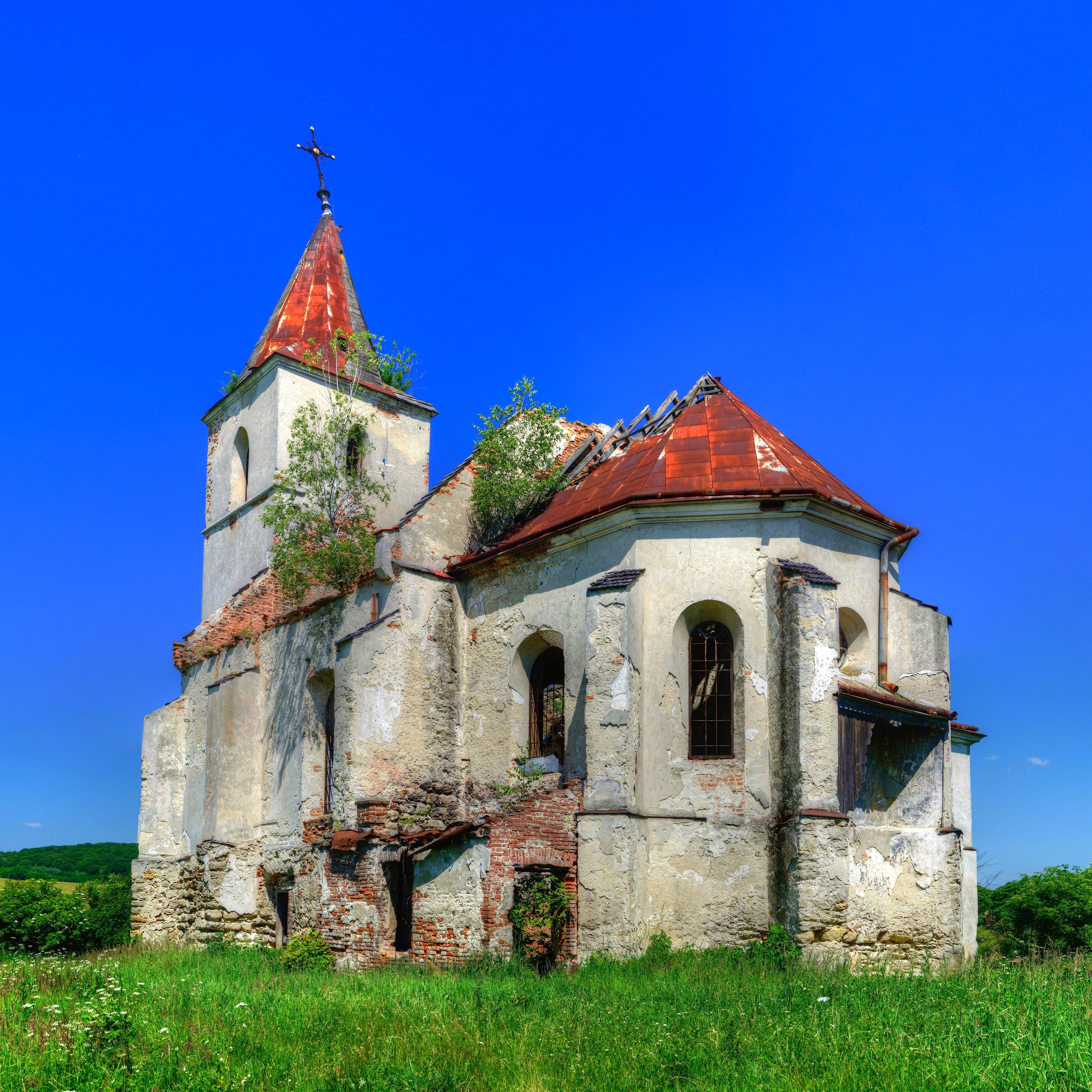
Kościół pw. Świętej Trójcy

Kościół pw. Świętej Trójcy – zabytkowa parafialna świątynia rzymskokatolicka w Sokołówce, która wybudowana została w 1600 roku. 

## Historia
Pierwsza wzmianka o wsi Sokołówka (Sieniawa) pochodzi z przywileju króla Polski Władysława II Jagiełły. Pierwsza wzmianka o parafii katolickiej jest z 1593 r., ale formalne założenie parafii miało miejsce 2 marca 1594 r. przez akt fundacyjny córki stolnika lwowskiego Aleksandra Sieniawskiego (1490-1568) - Anny, wdowy po Stanisławie Stadnickim i Zofii Spinki z Będkowa, wdowy po Janie Oleśnickim (zm. 1596). W tamtym czasie nie było we wsi domu parafialnego, gdzie mieszkał proboszcz. Parafia należała do dekanatu Rohatyn a od 1787 r. do  XX w.  do Świrzu. Parafia obejmowała trzy wsie: Bakowce, Repechów, Trybuchowce. Pod koniec XIX w. do parafii należało 17  wspólnot parafialnych. Szpital parafialny podczas wizytacji w 1765 r. przedstawiał się skromne. Po raz pierwszy w 1819 r. odnotowano istnienie bractwa św. przy parafii. 
O elementach obronnych w Sokołówce nie zachowały się żadne dane. W północno-zachodniej części wsi są ślady murów obronnych sądu. Najmocniejszą fortyfikacją miasta był kamienny kościół pw. Świętej Trójcy, otoczony murami obronnymi z czterema narożnymi wieżami i bramą. Kościół został spalony w 1648 r. przez Kozaków. Pierwszy opis kościoła pochodzi z akt wizytacji arcybiskupa Mikołaja Ignacego Wyżyckiego. Odnotowano wtedy cztery ołtarze: Matki Bożej, św. Trójcy, św. Antoniego, św. Stanisława. Podczas wizytacji w 1761 r. dziekana rohatyńskiego Benedykta Chmielewskiego mowa o patronach kościoła: św. Stanisławie, św. Annie, św. Zofii. W 1765 r. do  patronów dodano św. Jadwigę, św. Felicjana,  św. Nikanora, św. Kolumba. Ale wśród czterech ołtarzy pojawił się ołtarz św. Mikołaja. W kościele było 24 ornaty, 10 kap, dużo srebrnych naczyń liturgicznych. Wizerunek Matki Bożej ozdobiony był we Wrocławiu srebrną szatą fundacji Mrozowickich - Adama i Ewy. Podczas wizytacji generalnej w 1774 r. abp Wacław Hieronim Sierakowski odwiedził świeżo konsekrowany kościół. 
W tym czasie, po podziale Galicji, wieś przyszłą do monarchii habsburskiej, w której podczas przeprowadzonych kościelnych reform kilka razy konfiskowano liturgiczne srebra. W 1812 roku, po śmierci Kajetana Ignacego Kickiego, arcybiskupa lwowskiego, kapituła archikatedralna lwowska scedowała na Stanisława Mrozowickiego, starościca stęgwilskiego i jego potomstwo swoje prawo patronatu nad kościołem parafialnym pod wezwaniem św. Trójcy w Sokołówce. Wkrótce erygował on w tej parafii Bractwo św. Trójcy. W 1819 r. podczas wizytacji abp Andrzeja Alojzego Ankwicza stan obejmował: drewniany obraz Matki Bożej, szatę,  ołtarze, piękną dekorację kościoła. Jednocześnie żadne srebra nie są wymienione jako ozdoby. Naczynia liturgiczne było z miedzi lub mosiądzu. Konieczne do naprawy były ściany, okna oraz drzwi. Podczas wizytacji dekanalnej w 1828 r. umieszczono  tablicę pamiątkową gubernatora królewskiego Franza von Gowera. W 1842 roku Franciszek Mrozowicki (1788–1843) jest wymieniony jako patron tabularny parafii w Sokołówce. W XIX w. Sokołówka utraciła status miasta, co miało wpływ na stan kościoła. W trakcie I wojny światowej w 1916 zarekwirowano dzwony z 1815 r. o wadze 162 kg i 62 kg. W okresie międzywojennym stan kościoła parafialnego była dość żałosny. Abp Bolesław Twardowski podarował ornaty, 3 kapy, szkło liturgiczne. Podczas II wojny światowej 1 marca 1944 r. proboszcz Jan Jasiński przeniósł się do  Bóbrki. 6 marca oddział UPA podpalili zakrystię kościoła. 
W ZSRR, kościół został zamknięty i zamieniony w garaż. Zakrystia przekształcona została w skład nawozów. Na początku lat 90. XX w. kościół opuściło gospodarstwo rolne. Na początku 2000 r. zawaliło się sklepienie nawy. Znaczna część dachu nad prezbiterium oraz sklepienia także zagrożone są zawaleniem. Ściany w pobliżu wieży pokrywają duże pęknięcia, które zagrażają istnieniu samego budynku. Kościół wybudowany z kamienia i cegły. Składa się z nawy i prezbiterium z trójkątną absydą. Od fasady nad gankiem wybudowano wysoką kwadratową wieżę, z lewej strony do nawy głównej, umieszczone są spiralne schody. Mury kościoła wzmocnione przyporami dwustopniowymi. Po obu stronach  prezbiterium umieszczone prostokątny budynek zakrystii. Wieża jest pokryta wysokim dachem namiotowym. Dawne czerwone dachówki zastąpiono w 1980 r. blachą cynową. Nawę pokrywa sklepienie z lunetami, fałszywe żebra z tynku. Wnętrze kościoła zostało pokryte geometrycznymi obrazami z początku XX w. Z powodu zawilgocenia ścian obrazy zostały utracone. Niektóre dawny sprzęty kościół przeniesiono do innych kościołów. Ukrzyżowanie jest w cerkwi w Sokołówce, konfesjonały, inne drobne rzeczy w kościołach w Chodorowie i Bóbrce. Dwie figury są w zbiorach Lwowskiej Galerii Sztuki. Znaczną część muru obronnego rozebrano na materiał budowlany. Ponad 400-letni budynek kościoła nie jest wprowadzony do wykazu zabytków architektonicznych.